# Sinica nadbrzeżna
Sinica nadbrzeżna, sinica (Aiolopus thalassinus) – gatunek szeroko rozprzestrzenionego owada prostoskrzydłego z rodziny szarańczowatych (Acrididae). Występuje w Europie i Azji (z wyjątkiem ich skrajnie północnych części), w Afryce i w Australii. W Polsce jest gatunkiem rzadko spotykanym. Wykazano go z różnych, rozproszonych po kraju stanowisk – ze środowisk okresowo wilgotnych.
Na Czerwonej Liście Zwierząt Ginących i Zagrożonych w Polsce klasyfikowany jest w kategorii VU (narażony).

## Galeria

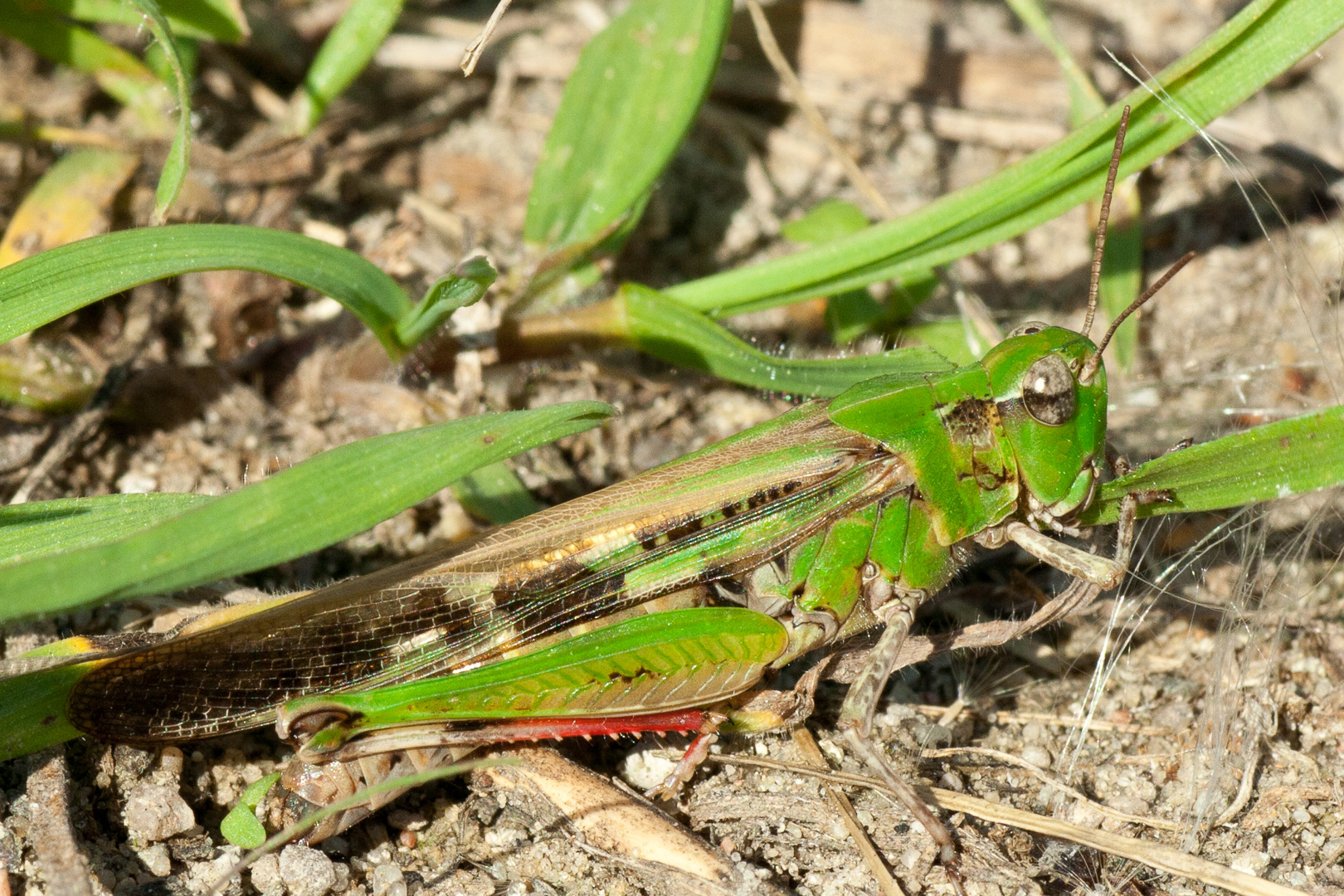
Sinica jedząca trawę. Truskaw, Puszcza Kampinoska.
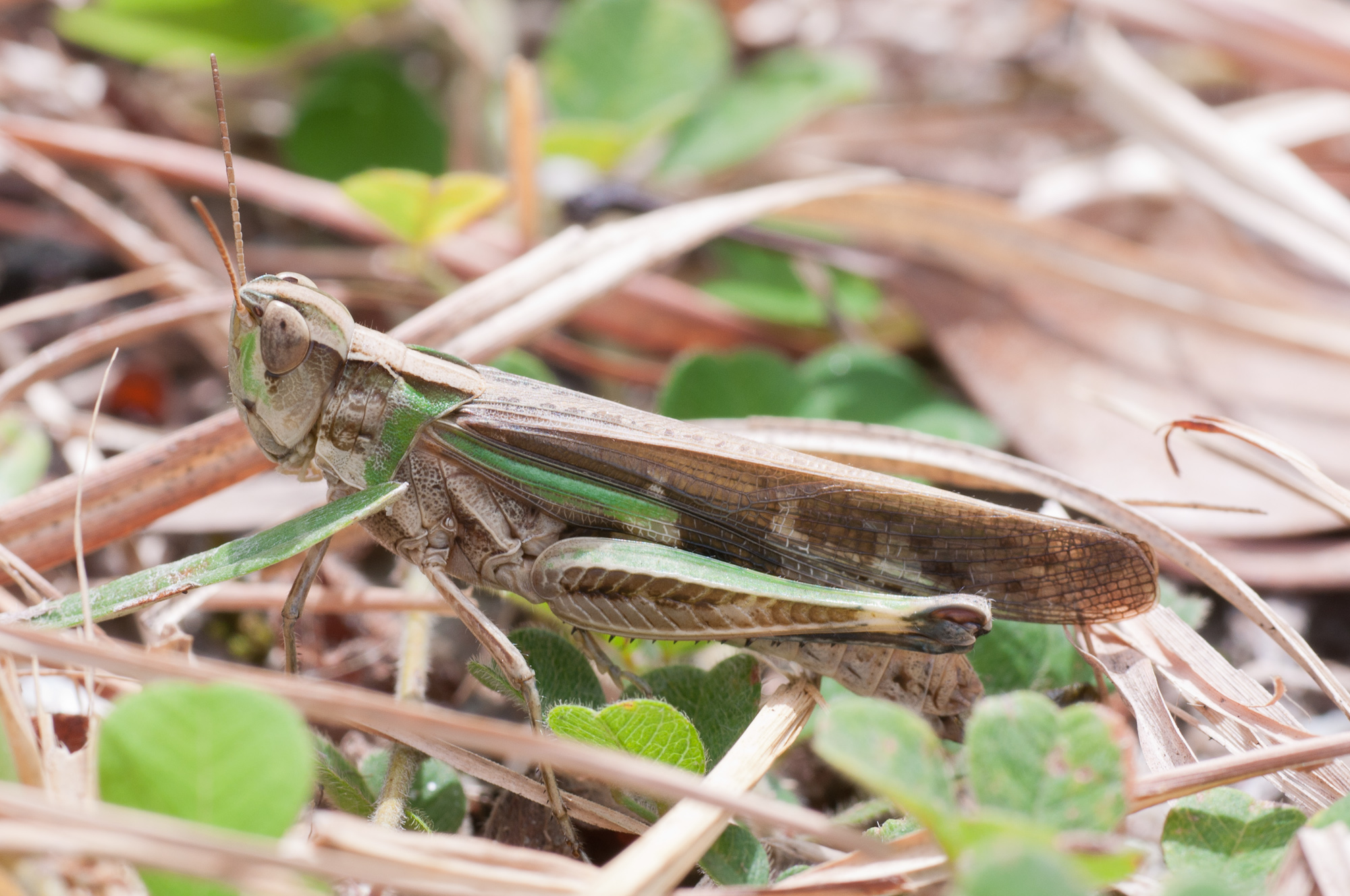
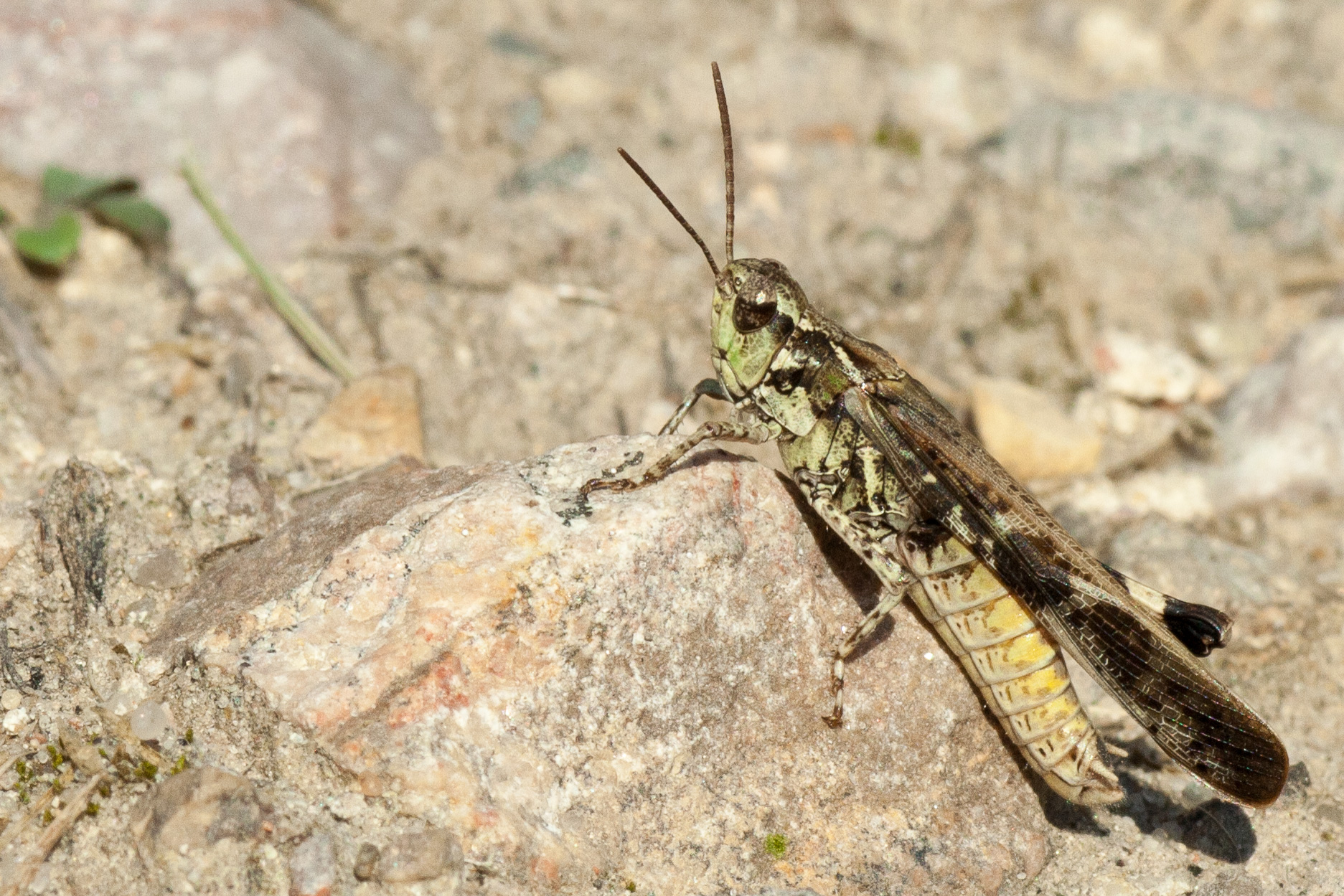